# Rhabdoblatta karnyi
Rhabdoblatta karnyi är en kackerlacksart som först beskrevs av Tokuichi Shiraki 1931.  Rhabdoblatta karnyi ingår i släktet Rhabdoblatta och familjen jättekackerlackor.
Artens utbredningsområde är Taiwan. Inga underarter finns listade i Catalogue of Life.